# Commando Panther
Pour plus de détails, voir Fiche technique et Distribution.
Commando Panther, également connu sous le titre L'Escadron des Panthères (The Panther Squad), est un film d'espionnage de genre exploitation réalisé par Pierre Chevalier, en 1984.

## Fiche technique
- Titre français : Commando Panther ou L'Escadron des Panthères[1],[2]
- Titre original : The Panther Squad
- Réalisation : Pierre Chevalier (sous le nom de « Peter Knight »)
- Scénario : Georges Friedland, Olivier Mathot
- Sociétés de production : Brux International Pictures, Greenwich Film Productions, Eurociné, European Film
- Pays de production :  France -  Belgique -  Espagne
- Langue originale : anglais
- Dates de sortie :
  - Allemagne de l'Ouest : novembre 1987 (sortie vidéo)
  - France : 4 mai 1988

## Distribution
- Sybil Danning : Ilona, le chef d'un commando 100 % féminin qui lutte contre un groupe d'écolo-terroristes
- Jack Taylor : Frank Bramble, un agent secret alcoolique ami d'Ilona
- Karin Schubert : Barbara Wims, la chef des écolo-terroristes
- Roger Darton : le président de N.O.O.N.
- Donald O'Brien : le général Boele
- Jean-René Gossart : le bras droit de Barbara/l'agité à la perruque
- Antonio Mayans Carlos, le dictateur fou du Guasura

## Accueil critique
« Moins "crasseux" que certaines des productions signées à la même époque par Jesus Franco, Commando Panther est néanmoins un échec spectaculaire sur le terrain du divertissement tout-public, grâce à un scénario d’un crétinisme indigne du plus mauvais dessin animé et à une carence budgétaire relevant de l’urgence sociale. A ne pas manquer par qui voudrait explorer les arcanes de la production d’Eurociné dernière période. »

— Nanarland